# Димитрије Дорословачки
Димитрије Дорословачки (Стари Бечеј, 8. новембар 1881 — Београд, 19. септембар 1936) био је српски лекар, учесник Првог светског рата, санитетски мајор.

## Биографија
Димитрије Дорословачки рођен је у Старом Бечеју 8. новембра 1881. године. Основну школу и гимназију завршио је у Новом Саду. За време школовања у Новом Саду, организовао је отпор наших људи против Аустроугарске власти. Након заршене средње школе отишао је у Пешту на студије медицине. У Пешти, заједно са Јашом Томићем и осталим друговима радио у омладинско патриотском друштву Застава, где је писао текстове. Током анкесионе кризе 1908. године, чамцем преко Саве бежи у Србију. Постаје српски држављанин и почиње да ради као лекарски помоћник у болници.

## Први светски рат
Почетком Првог светског рата радио је као лекарски помоћник у нашим завојиштима и болницама у Лозници, Ваљеву и Параћину. У Параћину је оболео од пегавца, али је успео да се излечи.
Дорословачки се заједно са српском војском повлачи преко Албаније крајем 1915. године. Све време током Албанске голготе пазио је и лечио рањенике. У Вучитрну му је службено наређено да преда болницу, болеснике и рањенике Бугарској војсци. Остаје у ропству, где је чувао неговао рањенике.

## Живот и каријера
После рата био је један од првих који се вратио у отаџбину. Одмах је наставио рад у Књажевачкој војној болници. Чим су се прилике у земљи стабилизовале почиње са радом у Пастеровом заводу у Новом Саду, али га убрзо напушта на позив сомборских грађана. Активно је почео да се бави политиком. Кандидовао се за општинско веће грађана Сомбора, где је изабран за заменика градоначелника.
Међутим, љубав према докторској струци је била јача. Напушта политику, и завршава студије медицине. Након завршених студија, враћа се у Нови Бечеј где је радио као лекар. Међутим, 6. септембра 1925. године поново ступа у војну службу, у редове војног санитета и као активни војни официр са службом и Новом Саду и Сарајеву. Чин санитетског поручника добија 27. априла 1927. године. За лекара 10. Пешадијског пука Таковског постављен је 13. маја 1927. године. Недуго затим, 1. августа 1927. године постављен је за управника Суботичке привремене војне болнице, а крајем године добија и чин санитетског капетана II класе. У чин санитетског капетана I класе уанапређен је 17. децембра 1928. године. Крајем фабруара 1931. године унапређен је у чин санитетског мајора.
На предлог Министра војске и морнарице Димитрије Дорословачки постављен је 31. октобара 1934. године за референта санитета команде Потијске дивизијске области. Са ове дужности одлази у пензију.
Санитетски мајор Димитрије Дорословачаки умро је 19. септембра 1936. године у Београду.
За свој рад награђен је Југословенском круном IV степена.